# Irmina d'Oeren
Irmina d'Oeren (?- morta entre 704 i 710), fou la cofundadora, junt amb Sant Willibrord i la benefactora de l'abadia d'Echternach el 697. El 698 va esdevenir abadessa del monestir d'Oeren, prop de Trèveris.

## Família
És coneguda per l'acta de fundació de l'abadia d'Echternach a la qual cedeix la meitat d'una vil·la que posseïa en aquesta ciutat. L'altra meitat de la vil·la fou després cedida el 706 per Plectruda, esposa de Pipí d'Héristal i filla del senescal Hugobert, que declarava tenir-la de la successió de Teodard, fill del duc Teotar. Els historiadors estan d'acord a pensar que la vil·la d'Eternach havia estat anteriorment l'objecte d'un repartiment entre el duc Teotar i el seu germà, pare d'Irmina Aquest pare no designat és identificat per consideracions onomàstiques amb sant Teodard, bisbe de Maastricht del 662 al 669.
Una altra acta, datada el 704, fa constar la donació a l'abadia d'Echternach, per la religiosa Immina i les seves filles Attala i Rolanda, de béns situats a Bedelinga procedents dels seus pares. Tradicionalment, aquesta religiosa Immina és identificat a Irmina.
Segons aquests diferents elements i interpretacions, els historiadors consideren generalment que Irmina d'Oeren fou l'esposa d'Hugobert († 697/698), senescal de Clodoveu III el 693 i comte palatí el 697, i que va donar a llum a:
- Attala, identificada amb Adela, abadessa de Pfalzel, esposa d'Odó.
- Rolanda o Chrodelinda, que potser fou l'esposa de Bernari o Guarner (Bernier) i la mare del comte Teodoric, i per aquest l'avantpassat dels Guillèmides.
- Plectruda esposa de Pipí d'Héristal, majordom de palau d'Austràsia, després de Nèustria i de Borgonya.
- Regentruda, casada amb Teodobert o Teodebert, duc de Baviera.
- Bertrada, principal donant en el moment de la fundació de l'abadia de Prüm el 23 de juny de 721, mare de Caribert de Laon, comte de Laon, ell mateix pare de Berta de Laon, la dona de Pipí I el Breu i mare de Carlemany.